# Francisco de Asís Medina
Canónigo de la catedral de Cádiz, nació en esta ciudad en 1840 y falleció en 1908. Se distinguió por su oratoria. Fundó la Congregación Hermanas Terciarias del Rebaño de María.
Está en proceso de beatificación. 
- Datos: Q5867851